# Amsterdam – Vụ án mạng kỳ bí
Amsterdam – Vụ án mạng kỳ bí (tiếng Anh: Amsterdam) là một bộ phim điện ảnh Mỹ thuộc thể loại hài – lịch sử – trinh thám ra mắt vào năm 2022, do David O. Russell viết kịch bản, đạo diễn và đồng sản xuất, với sự tham gia diễn xuất của dàn diễn viên bao gồm Christian Bale, Margot Robbie, John David Washington, Rami Malek, Zoe Saldana, Robert De Niro, Mike Myers, Timothy Olyphant, Michael Shannon, Chris Rock, Anya Taylor-Joy, Andrea Riseborough, Matthias Schoenaerts, Alessandro Nivola và Taylor Swift.
Phim được phát hành vào ngày 7 tháng 10 năm 2022 và nhận về những lời nhận xét từ trái chiều đến chỉ trích từ giới chuyên môn.

## Nội dung
Hành trình của một bác sĩ và một luật sư đồng thành cùng nhau và họ tạo nên một mối quan hệ đối tác đầy bất thường.

## Diễn viên
- Christian Bale
- Margot Robbie
- John David Washington
- Rami Malek
- Zoe Saldana
- Robert De Niro
- Mike Myers
- Timothy Olyphant
- Michael Shannon
- Chris Rock
- Anya Taylor-Joy
- Andrea Riseborough
- Matthias Schoenaerts
- Alessandro Nivola
- Leland Orser
- Taylor Swift
- Sean Avery[5]

## Sản xuất
Tháng 1 năm 2020, một dự án phim chưa có tựa đề được công bố với vị trí đạo diễn kiêm biên kịch do David O. Russell cầm trịch và có sự góp mặt của nam tài tử Christian Bale từ hãng New Regency, công đoạn quay phim dự kiến sẽ được bắt đầu vào tháng 4. Một tháng sau đó, Margot Robbie và Michael B. Jordan được xác nhận sẽ tham gia vào dàn diễn viên của phim. Ngoài ra, phim được tiết lộ thêm thông tin về việc Jennifer Lawrence đã được cân nhắc cho vai diễn của Robbie trong khi Jamie Foxx được xem xét cho vai diễn của Jordan. Angelina Jolie cũng đàm phán để tham gia phim nhưng không thành và thay vào đó Michael Shannon, Mike Myers và Robert De Niro chính thức gia nhập bộ phim. Vào tháng 10, nam diễn viên John David Washington bất ngờ xác nhận tham gia bộ phim và sẽ thay thế vai diễn của Jordan vì sự trục trặc trong lịch trình do ảnh hưởng của đại dịch COVID-19. Quá trình quay phim chính thức được bắt đầu vào tháng 1 năm 2021 tại Los Angeles và có thêm sự góp mặt của hàng loạt ngôi sao như Rami Malek, Zoe Saldana, Timothy Olyphant, Chris Rock, Anya Taylor-Joy, Andrea Riseborough, Matthias Schoenaerts, và Alessandro Nivola. Vào tháng 6 cùng năm, Taylor Swift trở thành cái tên tiếp theo được tiết lộ sẽ tham gia bộ phim.
Công đoạn quay phim chính được chính thức đóng máy vào tháng 3 năm 2021.

## Phát hành
Phim được công chiếu tại Mỹ và Việt Nam vào ngày 7 tháng 10 năm 2022.